# Tee Sihalath
Tee Sihalath (laotisch: ຕີ ສີຫາລາດຳ; * 20. März 2002) ist ein laotischer Fußballspieler.

## Karriere
Tee Sihalath steht seit 2019 beim laotischen Erstligisten Lao Army FC in der Hauptstadt Vientiane unter Vertrag. Sein Erstligadebüt gab Sihalath am 23. Februar 2019 (1. Spieltag) im Auswärtsspiel gegen den Lao Police FC. Bisher bestritt er 23 Ligaspiele. Hierbei erzielte er neun Tore.